# 布赖通根
布赖通根是德国图林根州的一个市镇。总面积44.89平方公里，总人口4864人，其中男性2456人，女性2408人（2011年12月31日），人口密度108人/平方公里。